# Macau Football Association
Die Macau Football Association (portugiesisch Associação de Futebol de Macau; chinesisch 澳門足球協會) ist der Dachverband des Fußballs in Macau. Der Verband wurde 1939 gegründet und trat 1978 der FIFA und der AFC bei.